# Resolució 246 del Consell de Seguretat de les Nacions Unides
La Resolució 246 del Consell de Seguretat de les Nacions Unides, aprovada per unanimitat el 14 de març de 1968, després de reafirmar la resolució prèvia del tema de la independència de l'Àfrica del Sud-oest i dels drets de la seva gent, el Consell va censurar el govern de Sud-àfrica i va exigir que alliberés i repatriés als presoners d'Àfrica del Sud-oest sota la seva custòdia. El Consell també va decidir que, si Sud-àfrica no compleix amb les resolucions anteriors i actuals, el Consell es reunirà immediatament per determinar mesures o mesures eficaces de conformitat amb les disposicions pertinents de la Carta de les Nacions Unides.